# Socialistični realizem
Socialistični realizem (krajše socrealizem) je bila vodilna umetnostna smer v Sovjetski zvezi po letu 1930. Leta 1934, na prvem kongresu sovjetskih pisateljev, so socialistični realizem razglasili za temeljno in obvezno smer socialistične umetnosti. Zasnova se pripisuje Maksimu Gorkemu. Ključne vrednote socrealizma so narodnost, razrednost, idejnost in partijskost. Po letu 1945 se razširi tudi v umetnost drugih socialističnih držav. Na njegov nastanek so vplivali politični in književni spori na levici po oktobrski revoluciji. Vplivale so tudi podobne patetične likovne usmeritve v prvi polovici dvajsetega stoletja od Nemčije, Francije do ZDA.